# Carlo Damman
Carlo Damman (18 maart 1993) is een Belgisch voetballer die als rechtsback speelt.

## Clubcarrière
Damman is afkomstig uit de jeugdopleiding van SV Zulte Waregem. In 2013 tekende hij bij KSV Roeselare. Op 28 september 2013 debuteerde de rechtsachter in de tweede klasse tegen KVC Westerlo. In zijn debuutseizoen kwam hij tot een totaal van zeventien competitieduels.

## Carrièrestatistieken
| Seizoen | Club          | Land            | Competitie      | Wed. | Goals |
| ------- | ------------- | --------------- | --------------- | ---- | ----- |
| 2013/14 | KSV Roeselare | Vlag van België | Proximus League | 17   | 0     |
| 2014/15 | KSV Roeselare | Vlag van België | Proximus League | 22   | 0     |
| 2015/16 | KSV Roeselare | Vlag van België | Proximus League | 25   | 0     |
| 2016/17 | KSV Roeselare | Vlag van België | Proximus League | 30   | 0     |
| 2017/18 | KSV Roeselare | Vlag van België | Proximus League | 25   | 0     |
| 2018/19 | KSV Roeselare | Vlag van België | Proximus League | 9    | 0     |
| 2019/20 | KSV Roeselare | Vlag van België | Proximus League | 4    | 0     |
| Totaal  | Totaal        | Totaal          | Totaal          | 128  | 0     |